# ラティーナ県

ラティーナ県
Provincia di Latina

ラティーナ県（ラティーナけん、伊: Provincia di Latina）は、イタリア共和国ラツィオ州に属する県の一つ。県都はラティーナ（ラティナ）。

## 地理

### 位置・広がり
ラツィオ州南部に位置する県で、南はティレニア海に面し、南東にカンパニア州と接する。県都ラティーナは、フロジノーネから西南西へ約41km、首都ローマから南東へ約61km、ナポリから西北西へ約133kmの距離にある。
隣接する県は以下の通り。
- フロジノーネ県 - 北
- カゼルタ県 （カンパニア州） - 南東
- ローマ県 - 北西

ラツィオ州では最も面積の小さな県である。ティレニア海上のポンツィアーネ諸島も県域に含まれる。

### 地勢
県北東部は、石灰岩質の丘陵や山地となっている。山地はアウルンチ山脈 (Aurunci Mountains) 、レピーニ山脈 (Monti Lepini) 、アウソニ山脈 (Monti Ausoni) と呼ばれる。県の最高峰はアウルンチ山脈のペトレッラ山 (Monte Petrella) （1533m、アウルンチ山とも）である。
県北西部、アプリーリアからテッラチーナに至るティレニア海沿岸の地域にはポンティーネ平野が広がる。この地域はかつてポンティーネ（ポンティーノ）湿原 (Pontine Marshes) と呼ばれる湿地帯であった。マラリアを媒介する蚊の繁殖を防ぐため、1930年代にベニート・ムッソリーニ政権によって排水・土地改良事業が行われた。
南方のティレニア海上には、ポンツィアーネ諸島がある。

### 主要な都市と県内の地域
2001年の国勢調査に基づく居住地区（Località abitata）別人口統計によれば、人口2万人以上の都市は以下の通り。いずれも所属コムーネ名と同一である。
- ラティーナ - 71,214人
- アプリーリア - 35,998人
- フォルミア - 27,827人
- テッラチーナ - 26,285人
- チステルナ・ディ・ラティーナ - 25,024人
- フォンディ - 22,120人
- ガエータ - 20,719人

県北東部に横たわるアウルンチ、レピーニ、アウソニなどの山地は、borghi と呼ばれる中世以来の小集落が特徴的な景観を見せている。コーリやセッツェ、プリヴェルノが中心的な都市である。
県西部はアグロ・ポンティーノと呼ばれる。県都ラティーナやサバウディアといった都市は、1930年代に新たに建設された都市である。
ガエータやフォルミアといった県南東部の地域は、伝統的にはカンパーニアに属しており、方言もカンパーニアと共通する。
- ラティーナ
- アプリーリア
- テッラチーナ
- フォルミア

## 歴史
行政区画としてのラティーナ県は、1934年12月18日に「リットリア県」（Provincia di Littoria）の名で設置された。
1930年代、ムッソリーニ政権はポンティーネ湿原（それまではローマ県に属していた）の排水・土地改良事業を行った。新たに生まれた平野には、主に北東イタリアから多くの入植者が移り住み、ラティーナやサバウディアといった都市が建設された。
第二次世界大戦におけるイタリアの戦いで、ナチス・ドイツ軍は干拓地への海水汲み入れや排水ポンプ破壊によって連合国軍の進撃を遅らせようとしたため、一時激減したマラリアが蔓延し、多くの罹患者が出た。

## 行政区画

### コムーネ
ラティーナ県には33のコムーネが属する。主要なコムーネ（人口2万人以上）は下表の通り。左端の数字はISTATコードを示す。人口は2024年1月1日時点。
| コード | 自治体名                     | 人口    |
| ------ | ---------------------------- | ------- |
| 059011 | ラティーナ                   | 127,859 |
| 059001 | アプリーリア                 | 74,470  |
| 059032 | テッラチーナ                 | 44,684  |
| 059007 | フォンディ                   | 39,760  |
| 059008 | フォルミア                   | 36,883  |
| 059005 | チステルナ・ディ・ラティーナ | 36,213  |
| 059028 | セッツェ                     | 23,753  |
| 059014 | ミントゥルノ                 | 20,389  |

## 文化・観光
ティレニア海沿岸やポンツィアーネ諸島は海岸リゾート地として知られる。
セルモネータのヴァルヴィッショーロ修道院 (Valvisciolo Abbey) や、プリヴェルノのフォッサノーヴァ修道院 (Fossanova Abbey) は、中世以来の歴史を持つシトー会の修道院である。フォッサノーヴァ修道院は、トマス・アクィナスの終焉の地としても知られる。